# 布尔沙伊德
布尔沙伊德（德語：Burscheid，發音：[ˈbʊʁʃaɪt]）是德国北莱茵-威斯特法伦州科隆行政区莱茵-贝格县的城市，面积27.33平方千米，2023年12月31日人口为19,005人。